# Страх и отвращение в Лас-Вегасе
«Страх и отвращение в Лас-Вегасе. Дикое путешествие в сердце Американской мечты» (англ. Fear and Loathing in Las Vegas: A Savage Journey to the Heart of the American Dream) — скандальный биографический роман американского гонзо-журналиста и писателя Хантера Томпсона, вышедший в 1971 году. Впервые книга была опубликована в октябре-ноябре 1971 года в двух номерах журнала Rolling Stone с иллюстрациями художника Ральфа Стедмана.
Роман является сатирой на понятие «американская мечта». Полон завуалированных отсылок на поп-культуру и исторические события 1960-х годов (Война во Вьетнаме, убийство Джона и Роберта Кеннеди, фильм «Беспечный ездок» и т. д.), также упоминаются многие известные личности того времени (Чарльз Мэнсон, Грейс Слик, Линдон Джонсон, Ричард Никсон, Том Джонс, лейтенант Келли, и др.). В книге нет четкого повествования, оно часто погружается в сюрреализм, хотя описание автором галлюцинации главного героя от различных наркотических веществ имеет недостоверный характер.

## Сюжет
«У нас было 2 пакетика травы, 75 ампул мескалина, 5 упаковок диэтиламид лизергиновой кислоты или ЛСД, солонка наполовину заполненная кокаином, и целый парад планет различных стимуляторов, транков, визгунов, хохотунов и всего такого, всех цветов… а также полбутылки текилы, литр рома, ящик пива, пол-литра эфира и две дюжины амила. Не то, чтобы это всё было нужно в поездке, но раз начал коллекционировать наркоту, то иди в своём увлечении до конца. Единственное, что меня беспокоило — это эфир. Ничто в мире не бывает менее беспомощным, безответственным и порочным, чем человек в эфирном запое. И я знал, что мы очень скоро в это окунемся». 
1971 год. Журналист Рауль Дюк и его адвокат «Доктор Гонзо» едут через Неваду, их цель написать статью о гонке «Минт 400», которая будет происходить в Лас-Вегасе. У журналиста от наркотических веществ начинаются галлюцинации. Ему кажется, что над машиной летает свора летучих мышей. По дороге Дюк и Гонзо встречают автостопщика и решают его подвезти. Дюк подозрительно относится к парню, и начинает запугивать его рассказами о вымышленном наркобароне «Дикаре» Генри, который якобы их обманул, и теперь они собираются убить его. Автостопщик выпрыгивает из машины, и в страхе убегает. Дюк и Гонзо наконец приезжают в Лас-Вегас, там они направляются в отель, где забронировали номер под чужими именами. В отеле Дюку из-за наркотиков мерещится, что все помещение кишит гигантскими рептилиями, и доктору Гонзо приходится увести его в номер.
После гонки «Минт 400», Дюк вместе с Гонзо напиваются и гуляют по Лас-Вегасу: они безуспешно пытались проникнуть на концерт Дебби Рейнольдс, потом проводили время в заведении «Цирк-Цирк». Поздно ночью, они возвращаются в отель, и вспоминают как за несколько часов до этого, Гонзо познакомился с девушкой в лифте, а потом угрожал ножом её другу. Адвокат вспомнив её, начинает ревновать. Дюк успокаивает его и уходит в казино. Вернувшись, он обнаруживает своего адвоката в ванне одетым, и слушающим на полную громкость радио. Гонзо, страдающий суицидальными наклонностями, требует включить White Rabbit («Белый кролик») и во время кульминации песни бросить радио в ванну, чтобы Гонзо убило током. Но Дюк отказывается, отключает приемник и бросает в голову Гонзо грейпфрут. Затем журналист, забаррикадировав разозлившегося адвоката в ванной, ложится спать. Но наутро Дюк обнаружил, что Гонзо исчез, оказалось, что он уехал в Лос-Анджелес. Так как у Дюка нет возможности оплатить огромный счет, ему приходится сбежать, прихватив фрукты и еду из номера, а также огромное количество мыла, купленное адвокатом. Перед тем как уехать консьерж передает ему телеграмму от Гонзо, в которой говорится о новом задании от редакции — статья о конференции окружных прокуроров по теме «Наркотики и опасные лекарства», также говорится, что Гонзо забронировал для него номер в отеле «Фламинго». Но Дюк был полон решимости покинуть злосчастный Лас-Вегас. По пути он натыкается на патруль полиции, а после сталкивается с тем самым автостопщиком. Позвонив в местном баре своему адвокату, Дюк передумывает и возвращается в город.
Дюк приезжает в указанный отель, в номере он видит Доктора Гонзо с несовершеннолетней девушкой Люси. Гонзо рассказывает, что Люси приехала в Лас-Вегас, чтобы подарить Барбаре Стрейзанд большое количество её портретов. Дюк объясняет своему адвокату, что его могут посадить в тюрьму за то, что он растлил несовершеннолетнюю, ещё дал ей ЛСД. Дюк и Гонзо избавляются от Люси, забронировав для неё номер и дав денег, оставляя её на произвол судьбы. Придя в номер, им сообщают, что до них пыталась дозвониться Люси. Опасаясь, что она заявит в полицию и их осудят, приговорив к кастрации, Гонзо звонит ей и говорит, что расправился с Дюком, но предупреждает, что полицейские будут её преследовать. После Дюк и Гонзо приходят на конференцию, но не выдержав содержание лекции доктора Блумквиста, покидают помещение.
В баре, прикинувшись полицейскими, они начинают рассказывать жителю Джорджии о росте преступности и наркомании в Лос-Анджелесе, а также об огромных количествах убийств людей сатанистами. После журналист и адвокат, употребив тяжелые наркотики, разъезжают по улицам Вегаса, крича непристойности проезжающим мимо людям. Поздно ночью, они останавливаются в пригороде и заходят в придорожное кафе. Там Гонзо после недвусмысленного разговора, начинает угрожать официантке ножом, но успокоившись, оплачивает счет и уходит. Через некоторое время Гонзо приходится срочно ехать в аэропорт, Дюк, срезав через пустыню, благополучно довозит его до трапа самолёта. После отъезда своего адвоката, Дюк возвращается в разгромленный ими номер и вспоминает там несколько злоключений во время наркотического трипа. После Дюк заканчивает описания своего путешествия и с чувством презрения к Лас-Вегасу, покидает город, и возвращается назад в Лос-Анджелес.

## Персонажи
- Рауль Дюк (альтер эго самого Томпсона) — главный герой и рассказчик многих историй, романов и статей Томпсона. Гедонист с сильной склонностью к наркомании и презрением к консервативным американским ценностям. Большую часть повествования находясь под веществами, испытывает галлюцинации и периодически ностальгирует по временам «поколения любви» и контркультуры 1960-х гг.
- Доктор Гонзо — адвокат-наркоман и доктор юриспруденции. Склонен к агрессии, всегда носит при себе нож и пистолет «Магнум 357». Прообразом персонажа является Оскар Зета Акоста — друг и адвокат Томпсона.
- Автостопщик (Хитчхайкер) — молодой парень, путешествующий по Неваде. В начале романа натыкается на Дюка и Гонзо, но выслушав их странные истории о «Дикаре» Генри, сбегает от них. Также появляется в 12 главе, когда Дюк случайно проехал мимо него, когда пытался покинуть Лас-Вегас.
- Люси — религиозная девушка, фанатка певицы Барбары Стрейзанд. Доктор Гонзо, познакомившись с ней в самолёте, пичкает её таблетками, а потом вступает с ней в сексуальную связь. После Дюк и Гонзо бронируют для неё номер в отеле «Американ». Протрезвев, она безуспешно пыталась дозвониться до Дюка.
- Ласерда — фотожурналист, отправленный в Лас-Вегас той же редакцией, что и Дюк. По мнению Гонзо, именно он увел у него ту девушку из лифта.
- Алиса — горничная в отеле «Фламинго», пришедшая убраться в номере Дюка и Гонзо. Они, чтобы избавиться от неё, прикинулись полицейскими и дали ей поручение звонить раз в день, сообщать о происходящих странностях, в обмен они обещают, что инспектор Рок будет платить ей зарплату в размере 1000 долларов в месяц.
- Брюс Иннес — друг Дюка, с которым они договорились о покупке обезьяны из «Цирк-Цирка». Когда Дюк приезжает на место встречи, то узнает от Брюса, что обезьяна напала на местного старика и её забрали полицейские.

## Иллюстрации
Иллюстратором опубликованного в Rolling Stone романа стал уэльский карикатурист Ральф Стедман. Впервые он сотрудничал с Томпсоном в 1970 году, когда тот нанял художника для иллюстрирования его первой статьи в стиле гонзо «Дерби в Кентукки упадочно и порочно».
Многие критики приветствовали Стедмана в качестве иллюстратора романа и компаньона Томпсона. «Нью-Йорк таймс» отметила, что «рисунки Стедмана были резкими, сумасшедшими и запечатлели чувства Томпсона, его идею о том, что под пластиковой американской поверхностью скрывается хаос и насилие. Чертежи пластиковых колючек народ воспринимал как чудовище».

## Экранизации

### Там, где бродит бизон
В 1980 году был снят художественный фильм «Там, где бродит бизон» (англ. Where the Buffalo Roam), в котором впервые были показаны приключения гонзо-репортёра Хантера Томпсона и его адвоката, Карла Лазло. Журналист пишет сумасшедшие, но пользующиеся успехом статьи, пьет виски, стреляет из пистолета, употребляет LSD и терпеть не может Ричарда Никсона.
Фильм можно считать полуавтобиографическим, поскольку важную роль в создании фильма сыграл роман «Страх и отвращение в Лас-Вегасе. Дикое путешествие в сердце американской мечты».

### Страх и ненависть в Лас-Вегасе
В 1998 году роман был полностью экранизирован Терри Гиллиамом и носил название «Страх и ненависть в Лас-Вегасе» (англ. Fear and Loathing in Las-Vegas), главные роли в фильме исполнили Джонни Депп и Бенисио дель Торо. Стоит отметить, что ведущие актёры тщательно подготовились к съемкам. Дель Торо набрал более 18 кг перед съёмками и тщательно изучил жизнь Акосты. Депп дружил с Томпсоном и жил у него несколько месяцев, изучая его привычки и манеры, также он перенял некоторые манеры поведения у героя Билла Мюррея, сыгравшего Томпсона фильме «Там, где бродит бизон». Также Депп проезжал на «Шевроле Импала» Томпсона с откидным верхом (именуемая писателем «Большой Красной Акулой»).
Фильм провалился в прокате, при бюджете 18,5 миллионов, он собрал всего 10,7 миллионов долларов, но позже стал культовым.